# جوفاني أنطونيو سكوبولي
جوفاني أنطونيو سكوبولي (بالإيطالية: Giovanni Antonio Scopoli)‏ (1723 - 1788) طبيب وعالم طبيعة نمساوي من أصل إيطالي. جمع عينات نباتات وحشرات كثيرة من جبال الألب حيث ولد وساهم في تصنيفها.
ولد يوم الخميس 3 حزيران 1723 وتوفي يوم الخميس 8 أيار 1788 في قرية كافاليسه (بالإيطالية: Cavalese)‏ الاسم الألماني للقرية غَصلوص Gassloess الواقعة 30 كم جنوب مدينة بولسانو (بالإيطالية: Bolzano)‏ في شمال إيطاليا.
قسم كبير من السكان يتحدثون الألمانية وكانت المقاطعة حتى 1919 ضمن الامبراطورية النمساوية
والده كان يعمل في مجال القانون. درس الطب في جامعة إنسبروك، ثم عمل طبيبًا في مسقط رأسه وفي فينيسيا. كان يقضي معظم أوقاته في جبال الألب يدرس الطبيعة وبشكل خاص أنواع النباتات وله دراسات رائدة عن أنواع الفراشات وله دراسة عن تربية النحل.
عمل 16 عاما كطبيب في سلوفينيا وواجه هناك أثناء عمله كطبيب مضايقات كثيرة بسبب اهتمامه الزائد بعلم النبات.
له مؤلفات عديدة عن نباتات الألب وتبادل الكثير من الرسائل مع لينيوس بين سنوات 1760 و1775.
عين أستاذا للعلوم في جامعة بافيا العريقة من سنة 1777 وبقي في وظيفته حتى وفاته، وإليه يرجع تصنيف نوع من الزهور البرية.